# Cortusa
Cortusa is een geslacht van vier soorten overblijvende kruiden uit de sleutelbloemfamilie (Primulaceae), inheems in de gebergtes van Zuid- en Oost-Europa, en China.

## Naamgeving en etymologie
De botanische naam Cortusa is een eerbetoon van botanicus Pietro Andrea Mattioli aan zijn vriend Giacomo Antonio Cortuso (1513–1603), hoogleraar plantkunde in Padua en de ontdekker van het geluksklokje (C. matthioli).

## Kenmerken
Cortusa-soorten zijn overblijvende, kruidachtige planten. Ze dragen een bladrozet van gesteelde, hartvormige bladeren met gelobde en getande bladrand. 
De bloemen staan in een klein, ijl enkelvoudig scherm op een lange, overhangende bloemsteel. De bloemen zijn tweeslachtig, klok- of trechtervormig, met vijf rode, roze, witte of gele kroonblaadjes.

## Habitat en verspreidingsgebied
Cortusa komt voor in de gebergtes van Zuid- en Oost-Europa, zoals de  Alpen, de Karpaten en de Kaukasus. Het geslacht komt ook voor in China. 
De meeste soorten zijn vooral te vinden in vochtige, schaduwrijke bossen.

## Soorten
Het geslacht telt vier soorten. De typesoort is Cortusa matthioli.
- Cortusa brotheri Pax ex Lipsky
- Cortusa discolor Vorosch. & Gorovoj
- Cortusa matthioli L. (1753) - geluksklokje
- Cortusa sibirica Andrz.

... · 
Anagallis (Guichelheil) · 
Androsace (Mansschild) · 
Ardisia · 
Centunculus · 
Coris · 
Cortusa · 
Cyclamen (Cyclaam) · 
Dionysia · 
Glaux · 
Hottonia · 
Lysimachia (Wederik) · 
Myrsine · 
Primula (Sleutelbloem) · 
Samolus · 
Soldanella (Kwastjesbloem) · 
Trientalis · 
Vitalania · 
...